# Фолкмар Волфганг фон Хонщайн
Фолкмар Волфганг фон Хонщайн (на немски: Volkmar Wolfgang von Hohnstein; Wolff von Honstein; * 1512; † 5 февруари 1580) е предпоследният граф на Хонщайн-Клетенберг-Лаутерберг.
Той е син на граф Ернст V фон Хонщайн-Клетенберг († 1552) и съпругата му графиня Анна фон Бентхайм († 1559), дъщеря на граф Евервин II фон Бентхайм и Ингебург фон Мекленбург-Щаргард и е протестант.
През 1562 г. Фолкмар Волфганг продава чрез своя канцлер Петер Бьотхер своя рицарски замък Нидергебра. На 24 ноември 1573 г. той преписва замъкът и господството Боденщайн на архиепископа на Майнц Даниел Брендел фон Хомбург.
Той е погребан в манастир Валкенрид.

## Фамилия
Фолкмар Волфганг се жени първо на 20 февруари 1555 г. във Вайсенфелс за графиня Маргарета фон Барби (* 1528; † 10 март 1567), дъщеря на граф Волфганг I фон Барби (1494/1502 – 1564/1565) и графиня Агнес фон Мансфелд-Мителорт (1511 – 1558). Те имат един син и три дъщери:
- Анна фон Хонщайн († 1620), ∞ на 6 юли 1578 за граф Йоахим фон Хоенцолерн (1554 – 1587)
- Ернст VII фон Хонщайн (1562 – 1593), последният регент на графство Хонщайн
- Мария фон Хонщайн († 1586), ∞ на 13 август 1581 за граф Лудвиг III фон Изенбург-Бюдинген (1529 – 1588)
- Магдалена фон Хонщайн (1563 – 1581), ∞ за граф Волфганг II фон Кастел-Ремлинген (1558 – 1631)

За втори път той се жени на 29 февруари 1568 г. за Магдалена фон Регенщайн и Бланкенбург (* 1538; † 2 юли 1607), дъщеря на граф Улрих X фон Регенщайн-Бланкенбург (1499 – 1551) и графиня Магдалена фон Щолберг (1511 – 1546). Двамата имат четири сина и една дъщеря:
- Елгер фон Хонщайн (1570)
- Фолкмар Волфганг фон Хонщайн (1573 – 1576)
- Георг фон Хонщайн († 1577)
- Агнес фон Хонщайн
- Улрих фон Хонщайн